# 敏馬神社
敏馬神社、敏馬神社（みぬめじんじゃ）は、神戸市灘区岩屋中町にある神社。式内社で、旧社格は県社。
国道2号と 国道43号が東から西へ1本に重なる道路に北接する丘の上に鎮座する。阪神電鉄 岩屋駅の南東約150m。

## 祭神
敏馬は、古く、汶売、美奴売、三犬女、見宿女等の文字で書かれることもあった。
現在は素盞嗚尊を主祭神とし、天照皇大神・熊野坐神を配祀しており、江戸時代までは「牛頭天皇」と称していた。
本来の祭神はミヌメ神（美奴売神・敏馬神）であった。ミヌメ神はその神名から水神の弥都波能売神と同神とみられ、現在では境内社の水神社に弥都波能売神が祀られている。閼伽井あるいは三犬女清水と呼ばれる井戸がある。この女神の名を、敏馬とする説が有力。他に、柿本人麻呂の歌「玉藻刈る　敏馬を過ぎて　夏草の　野島の崎へ　舟近づきぬ」からの発想であろうか、藻塩を製造する時に使用する海松（ミル）からとする説もある。

## 歴史
『摂津国風土記』逸文に当社創建に関する記述がある。神功皇后が新羅征伐に出発する際、川辺郡神前松原（現在尼崎市の神崎もしくは豊中）で戦勝祈願したとき、猪名川上流の能勢の美奴売山（大阪府豊能郡三草山）の神が来て、美奴売山の杉の木を切って船を作れば必ず勝利すると告げた。その通りにして勝利を納めた帰途、古代には南に突き出した岬となっていた当地の沖で船が動かなくなり、船上で占いをするとこれは美奴売山の神の意志であるとわかったので、そこに美奴売神を祀ったという。これはある程度史実を伝えている模様で、『住吉大社神代記』にも猪名川の女神と武庫川の女神が住吉大神の気を引くために、互いに競ったことが記されている。『摂津国風土記』逸文に、豊受大神が丹波国に遷座する前は、摂津国稲倉山（所在不明）に居たことが記されているが、この稲倉山は猪名川上流域（豊能郡 ?）にあったのではないかとの説がある。
『延喜式』の玄蕃寮の項には、特に、新羅より賓客が来朝したとき、生田神社で醸した酒を、当地にてふるまったことが見える。難波の鴻臚館でも酒をふるまっているので、当地で酒をふるまうことは一種の儀式だった。『延喜式神名帳』では「摂津国八部郡 汶売神社」と記載され、小社に列している。
都から現在の大阪を経て、西国に船で向かうときの最初の宿泊港であり、西国から都に戻る時、大和を意識させる生駒山などが見え出す地でもあることから、柿本人麻呂、大伴旅人、田辺福麻呂はじめ、多くの歌人によって、和歌が当地で詠まれた。江戸時代には、俳人の与謝蕪村も兵庫の北風家に立ち寄る途中、度々訪れている。西国街道（浜街道）に面していたので、様々な遊戯施設が設けられ、陸からも、海からも、参拝者が訪れ、賑やかであった。
明治6年（1873年）8月に村社に列格し、昭和5年9月に県社に昇格した。昭和20年6月5日、戦災により社殿を焼失し、昭和27年に再建された。
本殿のある丘の下に湧水があったが、阪神・淡路大震災で涸れてしまった。

## 縁切りの神

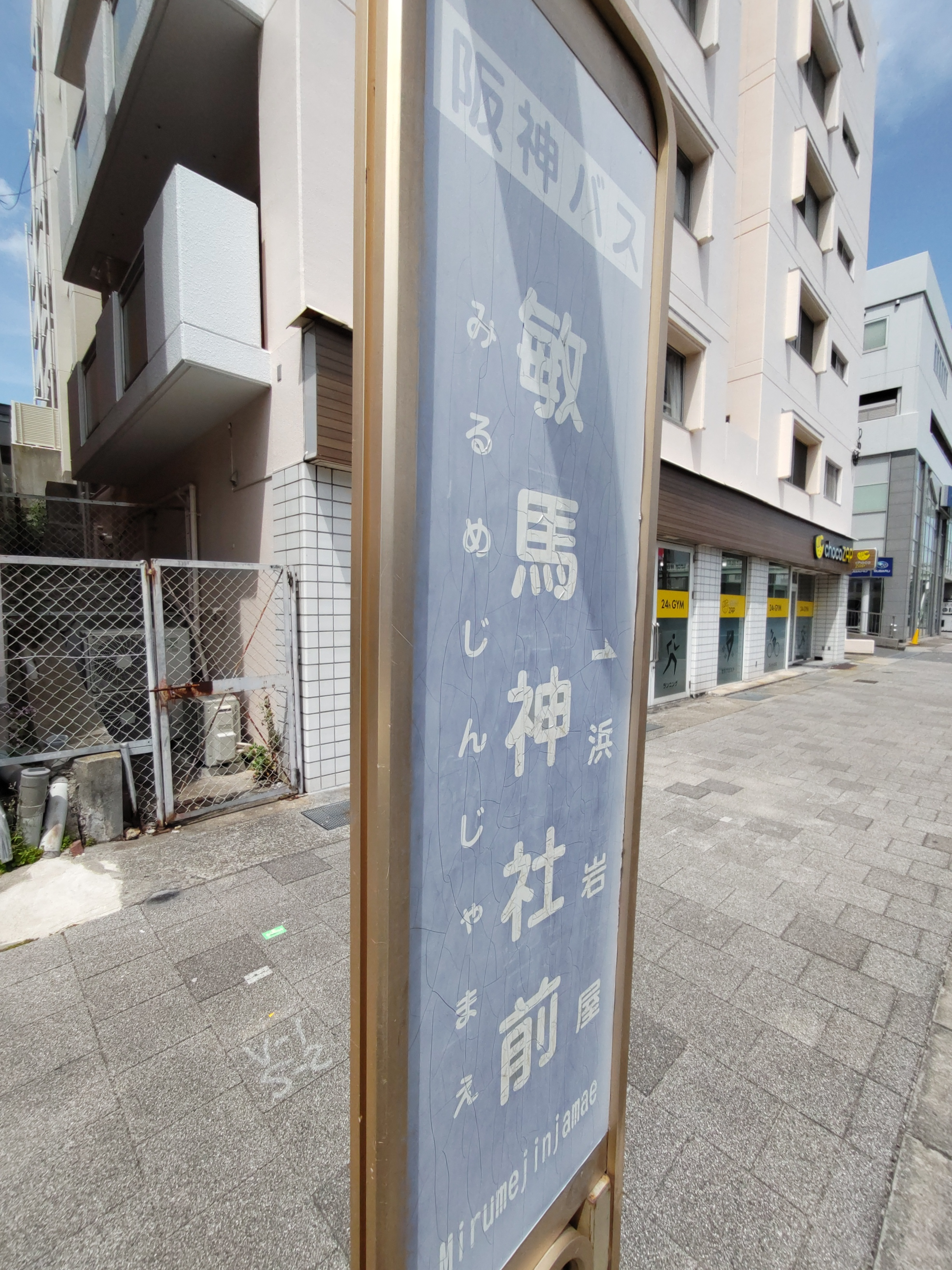
最寄りのバス停名は「みるめじんじゃまえ」と読む

古来より、この神社の前を、離縁を恐れて花嫁行列は通らない。女神が嫉妬するからだと言われているが、縁切りでも有名で、様々な縁切の方法が伝えられている。

## 「敏馬」の読みについて
神社としての「敏馬」の読みは「みぬめ」であるが、沿線を運行する阪神電鉄バスの「敏馬神社前」「敏馬」停留所の読みは「みるめ」と読む。明治期～大正期の文献には「みるめ」と読まれているもの、「みぬめ」とよまれているものがみられる。